# Rekuhkara
Rekuhkara (dall'Ainu di Sakhalin rekuh レクㇷ  'gola'; rekut レクㇳ o レクッ ad Hokkaidō Ainu) è uno stile di canto, simile al canto di gola Inuit, praticato dagli Ainu fino al 1976, quando l'ultimo praticante morì. Si può anche incontrare l'ortografia Sakhalin rekuxkara o l'ortografia giapponese rekukkara (レ ク ッ カ ラ in Katakana).
Il metodo Ainu prevedeva due donne, una di fronte all'altra, con una che formava un tubo con le mani e cantava nella cavità orale della sua partner. La tecnica è essenzialmente quella in cui il "donatore" fornisce la voce e il "ricevitore", tenendo chiusa la sua glottide, usa il suo tratto vocale per modulare il flusso sonoro.